# پالمی
پالمی (به ایتالیایی: Palmi) یک کومونه در ایتالیا است که در استان رجیو کالابریا واقع شده‌است.

## خصوصیات
پالمی ۳۱٫۸ کیلومترمربع مساحت و ۱۹٬۵۶۹ نفر جمعیت دارد و ۲۲۸ متر بالاتر از سطح دریا واقع شده‌است.

## خواهرخوانده
شهرهای ویتربو و نولا (ایتالیا) خواهرخوانده‌های پالمی هستند.